# Jamie Redknapp
Jamie Frank Redknapp (Barton on Sea, 1973. június 25. –) angol válogatott labdarúgó, 1989-től 2005-ig volt aktív játékos.
Középpályásként játszott az Bournemouth, a Liverpool, a Tottenham Hotspur és a Southampton csapataiban, valamint az angol labdarúgó-válogatottban. Édesapja a Tottenham Hotspur edzője, Harry Redknapp, unokatestvére a Chelsea középpályása, Frank Lampard, nagybátyja a West Ham United FC korábbi edzője, idősebb Frank Lampard.
Az angol válogatott tagjaként részt vett az 1996-os Európa-bajnokságon.

## Sikerei, díjai
Liverpool
- Angol kupa (1): 2000–01
- Angol ligakupa (2): 1994–95, 2000–01
- Angol szuperkupa (1): 2001
- UEFA-kupa (1): 2000–01
- UEFA-szuperkupa (1): 2001

## Statisztikái
| Klub adatok      | Klub adatok       | Klub adatok      | Liga            | Liga  | Kupa            | Kupa    | Ligakupa        | Ligakupa       | Nemzetközi      | Nemzetközi | összesen        | összesen |
| Szezon           | Klub              | Liga             | Pályára lépésel | Gólok | Pályára lépésel | Gólok   | Pályára lépésel | Gólok          | Pályára lépésel | Gólok      | Pályára lépésel | Gólok    |
| Angland          | Angland           | Angland          | Liga            | Liga  | FA-kupa         | FA-kupa | Angol Ligakupa  | Angol Ligakupa | Európai         | Európai    | Összesen        | Összesen |
| ---------------- | ----------------- | ---------------- | --------------- | ----- | --------------- | ------- | --------------- | -------------- | --------------- | ---------- | --------------- | -------- |
| 1989–1990        | Bournemouth       | Second Division  | 4               | 0     | ?               | ?       | ?               | ?              | 0               | 0          | 7               | 1        |
| 1990–1991        | Bournemouth       | Third Division   | 9               | 0     | ?               | ?       | ?               | ?              | 0               | 0          | 13              | 2        |
| 1990–1991        | Liverpool         | First Division   | 0               | 0     | 0               | 0       | 0               | 0              | 0               | 0          | 0               | 0        |
| 1991–1992        | Liverpool         | First Division   | 6               | 1     | 2               | 0       | 0               | 0              | 2               | 0          | 10              | 1        |
| 1992–1993        | Liverpool         | Premier League   | 29              | 2     | 1               | 0       | 6               | 1              | 4               | 0          | 40              | 3        |
| 1993–94          | Liverpool         | Premier League   | 35              | 4     | 2               | 0       | 4               | 0              | 0               | 0          | 41              | 4        |
| 1994–1995        | Liverpool         | Premier League   | 41              | 3     | 6               | 1       | 8               | 2              | 0               | 0          | 55              | 6        |
| 1995–1996        | Liverpool         | Premier League   | 23              | 3     | 3               | 0       | 3               | 0              | 4               | 1          | 33              | 4        |
| 1996–1997        | Liverpool         | Premier League   | 23              | 2     | 1               | 0       | 1               | 1              | 7               | 0          | 32              | 3        |
| 1997–1998        | Liverpool         | Premier League   | 20              | 3     | 1               | 1       | 3               | 1              | 2               | 0          | 26              | 5        |
| 1998–1999        | Liverpool         | Premier League   | 34              | 8     | 2               | 0       | 0               | 0              | 4               | 2          | 40              | 10       |
| 1999–2000        | Liverpool         | Premier League   | 22              | 3     | 0               | 0       | 1               | 0              | 0               | 0          | 23              | 3        |
| 2000–2001        | Liverpool         | Premier League   | 0               | 0     | 0               | 0       | 0               | 0              | 0               | 0          | 0               | 0        |
| 2001–2002        | Liverpool         | Premier League   | 4               | 1     | 0               | 0       | 1               | 0              | 3               | 1          | 8               | 2        |
| 2002–2003        | Tottenham Hotspur | Premier League   | 17              | 3     | 0               | 0       | 0               | 0              | 0               | 0          | 17              | 3        |
| 2003–2004        | Tottenham Hotspur | Premier League   | 17              | 1     | 0               | 0       | 0               | 0              | 0               | 0          | 17              | 1        |
| 2004–2005        | Tottenham Hotspur | Premier League   | 14              | 0     | 0               | 0       | 1               | 0              | 0               | 0          | 15              | 0        |
| 2004–2005        | Southampton       | Premier League   | 16              | 0     | 1               | 1       | 0               | 0              | 0               | 0          | 17              | 1        |
| Karrier összesen | Karrier összesen  | Karrier összesen | 314             | 34    | 22              | 3       | 31              | 5              | 26              | 4          | 395             | 47       |

### Góljai a válogatottban
| Jamie Redknapp Anglia | Jamie Redknapp Anglia | Jamie Redknapp Anglia                | Jamie Redknapp Anglia | Jamie Redknapp Anglia | Jamie Redknapp Anglia | Jamie Redknapp Anglia | Jamie Redknapp Anglia |
| #                     | Dátum                 | Helyszín                             | Verseny felek         | Gól                   | Eredmény              | Verseny               | Gól(ok)               |
| --------------------- | --------------------- | ------------------------------------ | --------------------- | --------------------- | --------------------- | --------------------- | --------------------- |
| 1                     | 1999. október 10.     | Stadium of Light, Sunderland, Anglia | Anglia – Belgium      | 2 – 1                 | 2 – 1                 | Barátságos mérkőzés   | 66'                   |

## Magánélete
Felesége Louise (születési nevén Louise Elizabeth Nurding, férjezett nevén Louise Elizabeth Redknapp) énekesnő és médiaszemélyiség, akivel 1998. június 29-én kötött házasságot Bermudán és akitől két gyermeke született: 2004. július 27-én Charles William Redknapp, majd 2008. november 10-én Beau Henry Redknapp.